# Équipe d'Allemagne de l'Est féminine de volley-ball
L'équipe d'Allemagne de l'Est féminine de volley-ball est l'équipe nationale qui représentait l'Allemagne de l'Est dans les compétitions internationales féminines de volley-ball. Elle était gérée par la Fédération d'Allemagne de l'Est de volley-ball. 
La sélection est active jusqu'à la réunification allemande en 1990. 
L'équipe est-allemande est championne d'Europe en 1983 et 1987 et vice-championne olympique en 1980.

## Palmarès
- Jeux olympiques
  - Finaliste (1) : 1980

- Championnat d'Europe
  - Vainqueur (2) : 1983 et 1987
  - Finaliste (4) : 1977, 1979, 1985 et 1989